# Избеглице у Војводини
Рат на простору бивше Југославије је изазвао талас избеглица из Хрватске и Босне и Херцеговине. Демографски састав становништва АП Војводине се делом изменио приливом великог броја избеглица у смислу да се у покрајини, без обзира на негативан природан прираштај, повећао број становника.
Према првом попису избеглица и других ратом угрожених лица (1996), који су спровели Комесаријат за избеглице Републике Србије и Високи комесаријат ОУН за избеглице, у Србији се налазило 537.937 избеглих и прогнаних лица, од чега 259.700 у АП Војводини.
Према другом попису избеглица и других ратом угрожених лица (2001), од 377.131 лица у Србији са статусом избеглице, у АП Војводини се налазило 217.438.
Према регистрацији избеглица у Републици Србији 2004/2005. у Србији је било 104.682 лица са статусом избеглице, од чега 50.436 у АП Војводини.
Према попису становништва из 2011, у Србији се налазило 74.487 лица са статусом избеглице, од чега 35.521 у АП Војводини.